# 페트야
페트야(Petya)는 2016년 처음 발견된 암호화 랜섬웨어의 일종이다.. 이 악성 소프트웨어는 마이크로소프트 윈도우 기반 시스템을 대상으로 하며 마스터 부트 레코드를 감염시켜, 하드 드라이브의 파일 시스템 테이블을 암호화하고 윈도우의 부팅을 차단하는 페이로드를 실행시킨다. 시스템의 접근 권한을 재취득하기 위해서는 사용자가 비트코인으로 지불을 해야한다.
페트야의 변종은 2016년 3월 처음 나타났으며, 감염된 첨부 파일을 통해 전파되었다. 2017년 6월, 페트야의 한 새로운 변종이 전 세계 사이버 공격을 위해 사용되었으며, 주로 우크라이나를 목표로 하고 있다. 새로운 변종은 이터널블루 익스플로잇을 통해 전파되며 미국 국가안보국(NSA)에 의해 개발된 것으로 간주되며 그 해 워너크라이 랜섬웨어에 의해 초기에 사용되었다. 카스퍼스키 랩은 이 새로운 버전은 NotPetya(페트야가 아니다)로 부르면서 동작 상의 차이로 2016년 변종과 구별하였다. 게다가 랜섬웨어로 주장되는 이 변종은 변경사항을 실제로 되돌리지 못하도록 수정되었다.

## 같이 보기
- 도메인 컨트롤러
- 이터널블루
- 서버 메시지 블록

## 참고 자료
- Greenberg, Andy (August 22, 2018). “The Untold Story of NotPetya, the Most Devastating Cyberattack in History”. 《Wired》. ISSN 1059-1028.